# Humlebier
En humlebi er en af over 250 arter i slægten Bombus, der tilhører familien Apidae, en af bi-familierne i ordenen årevingede insekter. I Danmark er registreret 29 arter af humlebier. En almindelig art er f.eks. agerhumlen (Bombus pascuorum).

## Udseende og levevis
Humlebier har runde kroppe dækket af bløde hår, der giver dem et diffust udseende. De har advarselsfarver, ofte bestående af kontrasterende farvebånd, og forskellige arter af humlebier i en region ligner ofte hinanden i en gensidigt beskyttende form for mimicry, som indebærer at to arter som begge er giftige eller uspiselige ligner hinanden, såkaldt Müllers mimicry. Harmløse insekter såsom blomsterfluer (svirrefluer) kan også opnå beskyttelse ved at ligne humlebier og kan forveksles med dem, såkaldt Bates mimicry.
Ligesom deres slægtninge honningbierne, lever humlebier af nektar. De bruger deres lange behårede tunger til at samle væsken op med; snablen (proboscis) er foldet under hovedet under flyvning. Humlebier samler nektar for at tilføje til lagrene i reden, og pollen til at fodre deres unger. De identificerer blomsterne de ernærer sig fra ved hjælp af deres farver og form. Nogle humlebier stjæler nektar, ved at bide et hul nær bunden af en blomst for at få adgang til nektaren, og undgår på den måde at bestøve blomsten. Humlebier er vigtige bestøvere i landbruget, så deres tilbagegang i Europa, Nordamerika og Asien giver anledning til bekymring. Faldet er forårsaget af tab af levesteder, landbrugets mekanisering og pesticider.
De fleste humlebier er sociale insekter, der danner kolonier med en enkelt dronning. Kolonierne er mindre end honningbiernes og der kan være så få som 50 individer i en rede.
Nogle humlebier, de såkaldte snyltehumler, er kleptoparasitter og laver ikke en rede eller danner kolonier; deres dronninger invaderer aggressivt rederne af andre humlebiarter, dræber de herboende dronninger og lægger derefter deres egne æg, som passes af de herboende arbejdere. Sådanne snyltebier blev tidligere klassificeret som en separat slægt, men behandles nu normalt som medlemmer af Bombus.

## Snyltehumler
Humlebier af underslægten Psithyrus (kendt som 'snyltehumler' og tidligere betragtet som en separat slægt) er redeparasitter, nogle gange kaldet kleptoparasitter, i andre humlebiers kolonier og har mistet evnen til selv at indsamle pollen. En Psithyrus-hun, såsom den af Psithyrus-arten Bombus sylvestris ernærer sig selv direkte af blomster inden hun finder og invaderer en værtskoloni. Når hun har infiltreret en værtskoloni, dræber eller underkuer hun koloniens dronning og bruger feromoner og fysiske angreb til at tvinge arbejderne i kolonien til at fodre sig og sit afkom. Normalt kan snyltehumler beskrives som dronninge-intolerante, da værtsdronningen ofte dræbes for at sætte parasitten i stand til at få flere afkom, selvom nogle arter, som f.eks. Bombus bohemicus, har fordel af at lade værtsdronningen overleve.
Hunnen hos Psithyrus har en række morfologiske tilpasninger til kamp, såsom større overkæber (mandibler), et sejt ydre hudskelet (kutikula) og en større giftsæk, der øger hendes chancer for at overtage en rede. Når de dukker op fra deres kokoner, spredes Psithyrus hannerne og hunnerne og parrer sig. Hannerne overlever ikke vinteren, men ligesom ikke-snyltende humlebidronninger finder Psithyrus-hunner passende steder at tilbringe vinteren og gå efter parring i en form for dvale (diapause). De kommer normalt ud fra deres dvale senere end deres værtsart. Hver art snyltehumle har en specifik værtsart, som den ofte ligner fysisk.
Rededannende humlebier kan skelnes fra tilsvarende store, diffuse snyltehumler på formen af det hunlige bagben. Hos humlebier danner det en pollenkurv, et nøgent skinnende område omgivet af en hårrand, der bruges til at transportere pollen, hvorimod bagbenet hos snyltehumler er behåret hele vejen rundt, og de bærer aldrig pollen.
- Hun af mørk jordhumle (Bombus terrestris) med tom pollenkurv (det bare område uden hår) på bagbenet
- Mørk jordhumle med fyldt pollenkurv
- Hun af mørk jordsnyltehumle (Bombus vestalis)
- Mørk jordsnyltehumle (Bombus vestalis) snylter på mørk jordhumle og ligner den til forveksling, men kendes på at hunnens bagben er tæt behåret overalt og uden pollenkurv.

## Arter i Danmark
Liste over arterne og deres status på den danske rødliste.
| Dansk navn           | Latinsk navn         | ICU Rødliste | ICU Rødliste |
| -------------------- | -------------------- | ------------ | ------------ |
| Steppehumle          | Bombus cullumanus    | RE           | Truet        |
| Frugthumle           | Bombus pomorum       | RE           | Truet        |
| Klokkesnyltehumle    | Bombus quadricolor   | RE           | Truet        |
| Kløverhumle          | Bombus distinguendus | CR           | Truet        |
| Felthumle            | Bombus ruderatus     | CR           | Truet        |
| Havesnyltehumle      | Bombus barbutellus   | EN           | Truet        |
| Foranderlig humle    | Bombus humilis       | VU           | Truet        |
| Enghumle             | Bombus veteranus     | VU           | Truet        |
| Agersnyltehumle      | Bombus campestris    | NT           | Truet        |
| Græshumle            | Bombus ruderarius    | NT           | Truet        |
| Jordboende humle     | Bombus subterraneus  | NT           | Truet        |
| Skovhumle            | Bombus sylvarum      | NT           | Truet        |
| Lys jordsnyltehumle  | Bombus bohemicus     | LC           | Ikke truet   |
| Pilejordhumle        | Bombus cryptarum     | LC           | Ikke truet   |
| Havehumle            | Bombus hortorum      | LC           | Ikke truet   |
| Hushumle             | Bombus hypnorum      | LC           | Ikke truet   |
| Hedehumle            | Bombus jonellus      | LC           | Ikke truet   |
| Stenhumle            | Bombus lapidarius    | LC           | Ikke truet   |
| Lys jordhumle        | Bombus lucorum       | LC           | Ikke truet   |
| Kravejordhumle       | Bombus magnus        | LC           | Ikke truet   |
| Moshumle             | Bombus muscorum      | LC           | Ikke truet   |
| Hussnyltehumle       | Bombus norvegicus    | LC           | Ikke truet   |
| Agerhumle            | Bombus pascuorum     | LC           | Ikke truet   |
| Lille skovhumle      | Bombus pratorum      | LC           | Ikke truet   |
| Stensnyltehumle      | Bombus rupestris     | LC           | Ikke truet   |
| Klokkehumle          | Bombus soroeensis    | LC           | Ikke truet   |
| Skovsnyltehumle      | Bombus sylvestris    | LC           | Ikke truet   |
| Mørk jordhumle       | Bombus terrestris    | LC           | Ikke truet   |
| Mørk jordsnyltehumle | Bombus vestalis      | LC           | Ikke truet   |

## Myten
En af de mest citerede videnskabelige påstande er den om, at humlebien ikke kan flyve, den ved det bare ikke, og derfor flyver den alligevel. Flere er blevet krediteret som ophavsmand for denne myte, omend franskmanden Antoine Magnan muligvis er den tidligste. Han publicerede i 1934 beregningen af biernes flyveegenskaber i sin bog om dyrenes bevægelser, "La Locomotion chez les Animaux". Problemet skulle findes i de matematiske modeller; moderne beregninger bekræfter de empiriske observationer og tillader humlebien at flyve.
Det har derfor aldrig hverken stridt imod de fysiske love eller som sådan været et mysterium, hvorfor humlebien kan flyve, skønt myten ofte bliver fremstillet som fakta den dag i dag.

## I kulturen
Det gammel-engelske ord for humlebi, dumbledor, har været inspiration til navnet på figuren Albus Dumbledore, en central skikkelse i J.K. Rowlings romanserie om Harry Potter. Rowling fandt navnet passede, da hun forestillede sig Dumbledore som en mand med passion for musik, som sagtens kunne finde på at gå rundt og brumme stille for sig selv.

## Billeder
- Humlebi.
- Humlebi på mælkebøtte.
- Humlebi på en lavendel.
- Lille skovhumle.